# Spaghetti alla chitarra
Les spaghetti alla chitarra, dits aussi tonnarelli ou maccheroni alla chitarra (maccarunə en dialecte des Abruzzes) sont un type de pâtes aux œufs, typique de la cuisine italienne.
Dans les Pouilles, ils sont appelés troccoli (langue vernaculaire de Deliceto, truok'l).
L'appellation spaghetti alla chitarra est commercialement préservée par le label Produit agroalimentaire traditionnel italien.
La largeur de la coupe est de 2-3 mm et est identique à celle des tagliolini, mais leur épaisseur est supérieure et avoisine aussi 2-3 mm ce qui leur confère une section carrée.
Ils sont obtenus grâce à un ustensile de cuisine appelé chitarra qui permet d'élaborer des pâtes équerrées et avec une consistance poreuse permettant une adhérence parfaite de la sauce.
La pâte est réalisée avec de la semoule de blé dur, des œufs et une pointe de sel. Elle est ensuite longuement travaillée, puis, après un repos au frais, étirée en abaisse (sfoglia) à l'aide du mattarello. L'abaisse est déposée sur la chitarra, une pression est exercée à l'aide du matterello en le faisant rouler en avant et en arrière de façon telle que les fils de la chitarra coupent l'abaisse en maccheroni.
Les femmes des Abruzzes finissent le travail en passant leur doigt sur l'abaisse coupée à la base de la chitarra comme si elles devaient « jouer un arpège » afin de faire tomber la pâte coupée.
Les sfoglie de pâte qui sont passées sur la chitarra sont appelées en dialecte pettele.
Dans les Abruzzes, les maccheroni alla chitarra sont généralement préparés avec du ragù, mélange de viande de veau, porc, et agneau. Les sauces à base de viande de sanglier, de lièvre ou de gibier ne sont pas usuelles. La pâte doit être cuite al dente et se marie avec des sauces riches et abondantes.

## Recettes avec lestonnarelli
- Tonnarelli cacio (fromage) et pepe (poivre)
- Tonnarelli au ragù de viande
- Tonnarelli à l'astice (homard)
- Tonnarelli porcini (cèpes) et prosciutto (jambon)
- Tonnarelli ricotta et guanciale
- Tonnarelli pesto et poulpe